# Palmerston (isola)
Palmerston è un atollo appartenente all'arcipelago delle Isole Cook, localizzata 500 km da Rarotonga.